# Croix-en-Ternois
Croix-en-Ternois är en kommun i departementet Pas-de-Calais i regionen Hauts-de-France i norra Frankrike. Kommunen ligger i kantonen Saint-Pol-sur-Ternoise som tillhör arrondissementet Arras. År 2022 hade Croix-en-Ternois 332 invånare.

## Befolkningsutveckling
Antalet invånare i kommunen Croix-en-Ternois
| Referens: INSEE |